# Dipol de l'oceà Índic
El dipol de l'oceà Índic en anglès Indian Ocean Dipole (IOD) és un fenomen oceanogràfic que afecta la meteorologia de la regió de l'oceà Índic. L'IOD consisteix en una oscil·lació aperiòdica de les temperatures de la superfície del mar, entre unes fases "positives" i "negatives". Una fase positiva veu una temperatura mitjana de la superfície del mar més alta i una major precipitació a la regió de l'oceà Índic occidental, amb el corresponent refredament de les aigües a la zona oriental de l'oceà Índic, la qual cosa tendeix a provocar sequeres a les zones terrestres adjacents d'Indonèsia i Austràlia. La fase negativa de la IOD comporta unes condicions contràries, amb aigües més càlides i una major precipitació a la zona oriental de l'oceà Índic, i condicions més fresques i seques a l'oest.
El IOD també afecta la força dels monsons al subcontinent indi. Un IOD positiu es va produir en 1997-8, i un altre el 2006. El IOD és un dels aspectes del cicle general del clima mundial, que interacciona amb fenòmens semblants com El Niño (ENSO) a l'oceà Pacífic. L'evolució d'un IOD positiu el 2007 juntament amb La Niña és un fenomen molt estrany que només havia passat una vegada fins llavors en els registres històrics disponibles (el 1967). També l'ocurrència de dos esdeveniments positius consecutius de l'IOD és extremadament rara amb només un precedent dins dels registres (el 1913-14).
El fenomen de l'IOD va ser identificat per primera vegada pels investigadors del clima el 1999. Tanmateix, les proves dels esculls de corall fòssils demostra que ha funcionat la IOD des d'almenys la meitat del període Holocè, és a dir des de fa uns 6.500 anys.